# Once (альбом)
Once (с англ. — «однажды») — пятый студийный альбом финской симфоник-метал-группы Nightwish, его выход состоялся 7 июня 2004 года на лейбле Nuclear Blast. Spinefarm Records также выпустил платиновую редакцию этого альбома 24 ноября 2004 года, содержащую видео на песню «Nemo» и бонусные треки: «Live to Tell the Tale» и «White Night Fantasy». Североамериканская версия Once содержит вместо этого видео «Wish I Had an Angel». Это был первый альбом Nightwish, записанный на крупном лейбле. Он принёс группе успех далеко за пределами Финляндии. Это также последний альбом с участием вокалистки Тарьи Турунен. В 2021 году альбом был перевыпущен после ремастеринга.

## Стиль
В Once группа добавила много новых элементов к своей музыке, не потеряв при этом оригинальности звучания. Одно из самых серьёзных добавлений — это симфонический оркестр. Композиция «Ghost Love Score» — это характерный пример объединения работы Nightwish и оркестра. В записи композиции «Creek Mary’s Blood», которая рассказывает об истории вытеснения коренных американских племён с их земель и о Дороге слёз, принял участие индеец племени Лакота Джон Ту-Хоукс. Он играет на флейте и исполняет длинное молитвенное песнопение на языке своего народа, однако впоследствии молодой представитель племени лакота, свободно владеющий языком, и сертифицированный специалист по лакота Дэвид Литтл Элк обнаружили, что текст в песне является «не более, чем полной тарабарщиной»
В звучании альбома группа почти окончательно ушла от пауэр-метала и характерных для него скоростных соло на гитаре.
За основу обложек альбома взято изображение скульптуры Уильяма Стори «Ангел скорби», установленной в 1894 году на протестантском кладбище в Риме.

## Успех и мировой тур
В течение первых недель после релиза альбом вышел на первые места в чартах Германии, Финляндии, Норвегии и Греции. Продажи в Германии превысили 200 000 копий. В мае 2004 года с этого альбома вышел сингл «Nemo», в сентябре — «Wish I Had an Angel», в ноябре — «Kuolema tekee taiteilijan» и в июле 2005 «The Siren».
Журнал Metal Hammer включил Once в 200 лучших рок-альбомов всех времён.
В поддержку альбома Nightwish провели свой третий мировой концертный тур — Once Upon a Tour. Тур продлился с мая 2004 по октябрь 2005 года и включал более 130 концертов в 32 странах, а после завершения последнего концерта, запись которого вышла на DVD End of the Era, было опубликовано открытое письмо об увольнении Тарьи Турунен из группы.

## Список композиций
Автор музыки и текстов — Туомас Холопайнен, кроме «Where Were You Last Night» (это кавер на песню, автор которой Норелл Осон Бард). Марко Хиетала — соавтор песен «Romanticide» и «Higher Than Hope». Эмппу Вуоринен — соавтор «The Siren».	
| №                   | Название                    | Длительность |
| ------------------- | --------------------------- | ------------ |
| 1.                  | «Dark Chest of Wonders»     | 4:29         |
| 2.                  | «Wish I Had an Angel»       | 4:06         |
| 3.                  | «Nemo»                      | 4:36         |
| 4.                  | «Planet Hell»               | 4:39         |
| 5.                  | «Creek Mary's Blood»        | 8:30         |
| 6.                  | «The Siren»                 | 4:58         |
| 7.                  | «Dead Gardens»              | 4:28         |
| 8.                  | «Romanticide»               | 5:23         |
| 9.                  | «Ghost Love Score»          | 10:02        |
| 10.                 | «Kuolema tekee taiteilijan» | 3:59         |
| 11.                 | «Higher than Hope»          | 5:37         |
| Общая длительность: | Общая длительность:         | 60:07        |

| №                   | Название                             | Длительность |
| ------------------- | ------------------------------------ | ------------ |
| 12.                 | «White Night Fantasy» (бонус-трек)   | 5:23         |
| 13.                 | «Live To Tell The Tale» (бонус-трек) | 4:58         |
| Общая длительность: | Общая длительность:                  | 69:12        |

| №                   | Название                                  | Длительность |
| ------------------- | ----------------------------------------- | ------------ |
| 1.                  | «Where Were You Last Night» (бонус-трек)  | 3:52         |
| 2.                  | «Wish I Had an Angel (demo)» (бонус-трек) | 4:08         |
| Общая длительность: | Общая длительность:                       | 8:01         |

## Сертификация
| Страна    | Статус     | И.     |
| --------- | ---------- | ------ |
| Австрия   | Золото     | [ 8 ]  |
| Германия  | 3× Золото  | [ 6 ]  |
| Норвегия  | Золото     | [ 9 ]  |
| Финляндия | 2× Платина | [ 10 ] |
| Швеция    | Золото     | [ 11 ] |
| Швейцария | Золото     | [ 12 ] |

## Участники записи
- Туомас Холопайнен — композитор, клавишные
- Эмппу Вуоринен — гитара
- Юкка Невалайнен — ударные
- Тарья Турунен — вокал
- Марко Хиетала — бас-гитара, вокал
- Йоуни Хюнюнен — гроулинг в «Dead Gardens»
- Ту-Хоукс, Джон|Джон Ту-Хоукс — голос и флейта в «Creek Mary’s Blood»
- Марк Брюланд — голос в «Higher Than Hope»
- Лондонский филармонический оркестр
- Metro Voices — хор
- Джеймс Ширман[англ.] — дирижёр
- Гевин Райт — концертмейстер